# Red Ensign canadese

Il Red Ensign canadese, nella versione utilizzata dal 1957 al 1965.

Il Red Ensign canadese è la vecchia bandiera del Canada, sebbene non sia mai stata adottata ufficialmente dal Parlamento del Canada lo era de facto. È una Red Ensign, con la Union Jack nel cantone e lo stemma del Canada nella patta.

## Storia

La Red Ensign usata dal 1868 al 1921.

La Red Ensign usata dal 1921 al 1957.

La Red Ensign con lo stemma sul disco bianco usata ai giochi olimpici di Berlino 1936

Il Red Ensign venne introdotto nel 1868 in maniera non ufficiale per dare all'interno dell'Impero britannico una bandiera distintiva per il Canada. A partire dal 1892, divenne la bandiera ufficiale della marina mercantile canadese, sebbene la bandiera nazionale ufficiale a terra fosse la bandiera del Regno Unito. Nonostante non avesse uno status ufficiale, il Red Ensign iniziò ad essere ampiamente utilizzato anche a terra e cominciò ad essere issato sugli edifici pubblici fino al 1904 quando fu sostituito e re-introdotto l'Union Jack. L'originale Red Ensign canadese aveva nel 2º e 4º cantone lo stemma delle quattro province fondatrici. Nel 1922, lo stemma del Canada sostituì lo stemma provinciale. Nel 1924, il Red Ensign fu approvato per l'uso su edifici governativi canadesi all'estero (va ricordato tuttavia che il Canada fino al 1946 come tutti gli altri dominion britannici non possedeva ambasciate proprie per via del fatto che essendo parte dell'Impero britannico la politica estera era gestita del Regno Unito); nel 1945 la bandiera fu ufficialmente approvata per l'uso su edifici governativi in Canada, sventolando di nuovo sul parlamento, fino a quel momento infatti come prima citato sul parlamento ad Ottawa era l'Union Jack che sventolava.
Il Red Ensign ha servito fino al 1965 quando è stato sostituito dalla foglia d'acero. La bandiera ha indossato varie forme di scudo dello stemma canadese durante il periodo del suo utilizzo. L'immagine nella parte superiore di questo articolo mostra il modulo ufficiale tra il 1957 e il 1965. Un Blue Ensign, anch'esso con lo scudo dello stemma canadese, era la bandiera utilizzata dalla Royal Canadian Navy e dalle navi appartenenti al governo canadese fino al 1965. Dal 1865 fino alla Confederazione canadese nel 1867, in teoria la provincia del Canada potrebbe anche avere un Blue Ensign, ma non ci sono prove che dimostrino che una tale bandiera sia mai stata usata.

## Altro

La bandiera dell'Ontario è un Red Ensign.

La bandiera di Manitoba.

Oggi, due bandiere provinciali canadesi sono Red Ensigns, la bandiera dell'Ontario e la bandiera del Manitoba, che sono state entrambe introdotte quando il Red Ensign canadese è stato sostituito dalla foglia d'acero canadese. Il governo liberale di Lester Pearson aveva promesso di introdurre una nuova bandiera per sostituire il Red Ensign come mezzo per promuovere l'unità nazionale e l'identità canadese, sostituendo quello che era visto come un simbolo dell'Impero britannico e del colonialismo con un simbolo che includesse tutti i canadesi non britannici, in particolare i canadesi francofoni. Nel 1965, dopo il grande dibattito sulla bandiera (Great canadian flag debate) in Parlamento e in tutto il paese, fu adottata la foglia d'acero. Gruppi come la Royal Canadian Legion e altri che volevano mantenere i legami storici del Canada con la Gran Bretagna si sono opposti alla nuova bandiera, vedendola come un modo per indebolire questa connessione. Il leader del Partito conservatore progressista del Canada, John Diefenbaker, era particolarmente appassionato nella sua difesa del Red Ensign. In segno di protesta per la decisione del governo federale, i governi conservatori di Manitoba e dell'Ontario hanno adottato il Red Ensign come loro bandiere provinciali.

## Uso moderno
Il Red Ensign canadese continua ad essere utilizzato da alcuni canadesi, in particolare monarchici, tradizionalisti e altri che adorano l'eredità britannica del Canada. Il Canadian Red Ensign è ancora usato (accanto alla foglia d'acero) in alcuni locali della Legione Canadese Reale, così come da diversi canadesi singolarmente, specialmente in alcune parti del paese popolate da discendenti dei lealisti. La maggior parte delle persone che oggi usano il Canadian Red Ensign, tuttavia, accetta anche la foglia d'acero; né la Legione Canadese reale né nessun altro gruppo tradizionalista rivendica il ritorno del Red Ensign come bandiera nazionale ufficiale. 
Di recente, diversi gruppi di destra in Canada, in particolare quelli affiliati a Paul Fromm, hanno tentato di appropriarsi del Red Ensign canadese come simbolo del loro movimento per enfatizzare ciò che vedono come la loro aderenza ai valori tradizionali canadesi. Gruppi Fromm, così come altri gruppi suprematisti bianchi come la Canadian Heritage Alliance, rivendicano la riapprovazione del Red Ensign come bandiera nazionale canadese. 
Alcuni blogger canadesi hanno aggiunto il Red Ensign al loro blog, spesso per simboleggiare il loro conservatorismo o tradizionalismo.